# Sonnenkönigin
Das Motorschiff Sonnenkönigin ist ein Passagierschiff auf dem Bodensee. Sein Heimathafen ist Bregenz. Das Schiff wurde am 18. September 2008 in Betrieb gestellt. Eigentümer war die Vorarlberger Walter Klaus GmbH & Co KG des Touristik-Unternehmers Walter Klaus (1934–2012), der 2005 die Bodenseeschifffahrt der ÖBB übernommen hat. Die Sonnenkönigin fährt unter der Flagge der Vorarlberg Lines Bodenseeschifffahrt GmbH & Co KG. 

## Geschichte

### Bau und Indienststellung
Die Sonnenkönigin wurde im Sommer 2006 als Veranstaltungsschiff mit fünf Decks bei der Bodan-Werft in Kressbronn in Auftrag gegeben. Die für 2007 vorgesehene Indienststellung verzögerte sich um über ein Jahr, die zu Baubeginn auf ca. 8,5 Millionen Euro veranschlagten Baukosten beliefen sich zuletzt auf etwa 13 Millionen Euro.
Getauft wurde das Schiff am 18. September 2008 durch Bettina Bernadotte. Die Jungfernfahrt führte von Bregenz über Friedrichshafen und Romanshorn nach Rorschach.

### Einsatz
Seit der Indienststellung wird die Sonnenkönigin für Veranstaltungen und im Charterverkehr auf dem Bodensee eingesetzt. Zudem werden im Sommer 3-Länder Panoramafahrten, mehrere Königliche Brunch Ausfahrten und die Grande Bodensee Tour an Bord angeboten. 
Im Zuge der globalen Finanzkrise wurde die für Luxus-Events und Firmenpräsentationen gebaute Sonnenkönigin im ersten Betriebsjahr lediglich 40-mal gechartert.
Die taxierten Charterkosten von ursprünglich 200.000 Euro pro Tag wurden über 40.000 und 27.000 Euro auf zum Schluss 18.000 Euro gesenkt, wobei eine zusätzliche Pro-Kopf-Gebühr von 35 Euro zu entrichten war.
Mit einer knapp elfprozentigen Auslastung blieb der Erfolg des Konzepts weit hinter den Erwartungen zurück. Ein gewinnbringender Betrieb blieb aus, zuletzt ging es nur noch um Kostendeckung. Die tägliche Pacht für das Schiff und die vierköpfige Besatzung beläuft sich auf einen Grundpreis von rund 12.000 Euro, im Jahr 2009.
Die Bodensee-Schiffsbetriebe (BSB), die selbst kein Schiff in dieser Größenordnung besitzen, hatten kein Interesse an einer Pacht der Sonnenkönigin, sehen in ihr jedoch auch keine Konkurrenz, sondern eine Bereicherung für den Bodenseeschiffsverkehr. Für die Schweizerische Bodensee-Schiffahrtsgesellschaft (SBS) stellt sie ebenfalls keine Konkurrenz dar, war doch die durch Walter Klaus betriebene Klaus-Holding zu 40 Prozent an der SBS beteiligt; diese betreibt auch die österreichischen Vorarlberg Lines-Bodenseeschifffahrt (VLB). Im Oktober 2009 gab Klaus seinen Rückzug bekannt und übertrug seine Firmenanteile an seinen Holding-Geschäftsführer Werner Netzer.
Bis 2013 fanden insgesamt 200 Veranstaltungen mit etwa 100.000 Besuchern statt. Die Vermarktung wurde in der Zwischenzeit ausgelagert.
Zuvor gab es Überlegungen, die Sonnenkönigin zu zerlegen und auf dem Genfer- oder dem Zürichsee fahren zu lassen; diese wurden aber aus Kosten- und Prestigegründen als bald verworfen.

### Zwischenfall
- Gleich zweimal hat ein und derselbe Mann Ende Juni 2009 versucht, die Sonnenkönigin zu entführen. Der Mann war zuvor aus einer österreichischen Klinik geflohen, in der er psychiatrisch behandelt wurde. Am 5. Juli 2009 wurde er bei einer Routinekontrolle in einem InterCity durch den deutschen Zoll aufgegriffen und festgenommen.[10]

## Design
Die Gestaltung des „schwimmenden Konzertsaals“ stammt vom Idea Design Team aus Wangen im Allgäu. Sie gilt als unkonventionell und umstritten. Die verspiegelte Glasfläche des Ball- und Kongress-Saals auf drei Decks hat mit vielen Traditionen des Schiffbaus am Bodensee gebrochen:

Die Silhouette der Sonnenkönigin ist unkonventionell nach vorne orientiert, anstatt wie üblich abgestuft vom Hauptdeck bis zum Oberdeck schräg nach hinten zu verlaufen. Im Inneren des Ball- und Kongresssaals befindet sich ein vollkommen offener Raum, wobei zwei Oberdecks als Galerie dienen. Auf dem Hauptdeck stehen eine höhenverstellbare Tribüne und eine Bühne. Neben einer Bordküche stehen auch vier Bars zur Verfügung. 